# Svenska studentserien i amerikansk fotboll
SSAF, formellt Svenska Studentserien i Amerikansk Fotboll, är en serie i amerikansk inomhusfotboll för lag vid svenska universitet och högskolor. I serien spelar KTH Royals från Kungliga Tekniska högskolan, Uppsala University Snake Heads (USH) från Uppsala universitet och Militärhögskolan Karlbergs Carlberg Cavaliers. Örebro Black jacks, som var Örebro universitets lag, knep bronsmedaljen säsongen 2017/2018 och inledde starkt påföljande säsong men var tvungna att lägga ner sin verksamhet i samband med coronapandemin. Säsongerna i SSAF spelas under vinterhalvåret med start i oktober och avslutas i februari.
Det lag som deltagit i studentserien under längst tid är Carlberg Cavaliers som under sina drygt 20 år i serien tagit hem SM-pokalen flertalet gånger. USH bildades 2012 och försåg då den svenska truppen i student-VM 2013 med två spelare. Inför den första officiella internationella matchen i amerikansk studentfotboll mellan Sverige och Storbritannien i Uppsala år 2013 fick USH och Carlberg Cavaliers äran att spela förmatchen för att värma upp publiken.
Tillsammans engagerar de spelande lagen i SSAF en stor mängd studenter och är ett viktigt inslag i det nationella studentlivet. De tre lärosätena tillsammans samlar över 70 000 studerande där majoriteten läser vid KTH och Uppsala universitet.
Touchdown Sverige, föregångaren till SSAF
Tidigare spelades Touchdown Sverige (TDS) vilken hade SM-status och var förlagan till SSAF. När TDS grundades 2011 deltog de fyra lagen Carlberg Cavaliers, Stockholm universitet Capitols, Handelshögskolans Handels Traders och Örebro universitet Black Jacks. Säsongen därpå utökades ligan med två nya lag, Uppsala Universitet Snake Heads och Westside Wolves från Karlstad universitet. Säsongen 2014/2015 drog sig Karlstad universitet ur serien som därför då endast utkämpades mellan fem lag. Säsongen 2016/2017 hade lagkonstellationen förändrats ytterligare. Nykomlingen KTH Royals spelade tillsammans med USH, Försvarshögskolans Carlberg Cavaliers och Örebro Universitet Black Jacks. Utanför Student-SM deltog också Stockholm Universitet Capitols, Handelshögskolan i Stockholm Traders, samt Högskolan Halmstad. 
| Säsong    | Vinnare                        |
| --------- | ------------------------------ |
| 2011/2012 | Carlberg Cavaliers             |
| 2012/2013 | Handels Traders                |
| 2013/2014 | Stockholm universitet Capitols |
| 2014/2015 | Stockholm universitet Capitols |
| 2015/2016 | Uppsala University Snake Heads |
| 2016/2017 | Uppsala University Snake Heads |
| 2017/2018 | Carlberg Cavaliers             |

Källor tabell: 